# Saint-Aubin (Lot-et-Garonne)
Saint-Aubin település Franciaországban, Lot-et-Garonne megyében. Lakosainak száma 389 fő (2022. január 1.). Saint-Aubin Lacaussade, Monségur, Savignac-sur-Leyze, Trentels és Villeneuve-sur-Lot községekkel határos.

## Népesség
A település népessége az elmúlt években az alábbi módon változott:
| Lakosok száma | 453  | 441  | 424  | 424  | 439  | 441  | 415  | 395  | 389  | 389  |
|               | 1968 | 1982 | 1990 | 2006 | 2013 | 2015 | 2017 | 2019 | 2020 | 2022 |